# Genetta johnstoni
La jineta de Johnston (Genetta johnstoni) es una especie de mamífero carnívoro perteneciente a la familia Viverridae.

## Distribución geográfica y hábitat
Es nativa de la selva guineana occidental de tierras bajas de Costa de Marfil, Ghana, Guinea y Liberia, en África. Habita las regiones selváticas, sin embargo un espécimen fue observado en otro hábitat; es considerado uno de los pequeños carnívoros menos conocidos de África occidental. Esta jineta se describió inicialmente a partir de pieles y cráneos, muchos de ellos dañados, en museos. En el año 2000 fue capturado el primer espécimen vivo por A. Dunham en el Parque nacional de Taï, en Costa de Marfil. En 2011 se observó por primera vez en el sudeste de Senegal.